# Коли, Франсуа
Франсуа Коли (фр. François Coli; 5 июня 1881, Марсель — около 8 мая 1927[…], Атлантический океан) — французский лётчик и штурман, наиболее известный как партнёр Шарля Нунжессера в их роковой попытке совершить трансатлантический перелёт.

## Биография

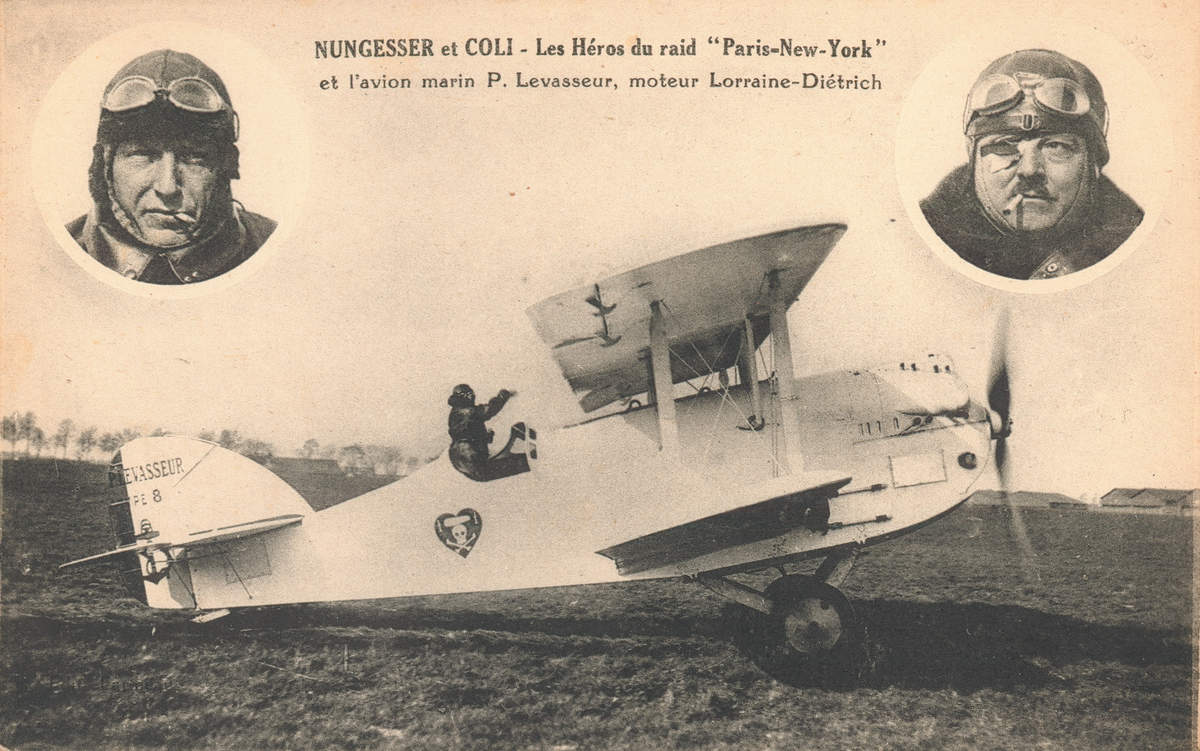
«Белая птица»

Родился в Марселе в семье корсиканского мореплавателя и стал капитаном торгового флота, женился и завёл трёх дочерей. С началом Первой мировой войны вступил в ряды военно-морских сил Франции. Разочаровавшись в том, что ни на один военный корабль не требовался капитан, поступил на службу рядовым. Его возраст и опыт позволили ему пройти комиссию в 1915 году, а летом того же года ему было присвоено звание капитана. Получив множественные ранения, был признан непригодным для службы в пехоте и переведен во Французскую воздушную службу, где в марте 1916 года получил бревет пилота. В конце того же года присоединился к эскадрилье № 62 и дослужился до командира в феврале 1917 года.
Оставался командиром Escadrille des Coqs даже после того, как потерял глаз в результате падения в марте 1918 года. Покинул службу в августе того же года с репутацией отличного штурмана и лидера. После окончания войны стал участником полётов на самолётах на рекордные расстояния. 26 января 1919 года совершил первое двойное пересечение Средиземного моря вместе с лейтенантом Анри Роже. Установил рекорд дальности полета над водой в 735 километров за пять часов. 24 мая, снова вместе с Анри Роже, установил рекорд, осуществив полёт от Парижа до Кенитры (Марокко), на расстояние 2200 километров. Получил травмы в результате крушения в конце полета. В следующем, 1920 году, вместе с Жозефом Сади-Лекуэнтом, совершил дальние полёты вокруг Средиземноморья.
В 1923 году начал планировать беспосадочный трансатлантический перелёт вместе с товарищем военного времени Полом Тарасконом, ведущим лётчиком-асом. В 1925 году их заинтересовал приз Ортейга в размере 25 000 долларов США за первый полет между Парижем и Нью-Йорком. В конце 1926 года в результате аварии их биплан Potez 25 был уничтожен, а Пол Тараскон сильно обгорел. В итоге они получили новый самолет, но Пол Тараскон уступил свое место лётчика Шарлю Нунжессеру. Вылетели из Парижа 8 мая 1927 года на биплане «Белая птица», но пропали без вести во время полёта.
В 1928 году генеральный инспектор Онтарио назвал ряд озер на северо-западе провинции в честь лётчиков, пропавших в 1927 году, в основном при попытке трансатлантических полётов. Среди них есть озеро имени Франсуа Коли (51,32° с. ш., 93,59° з. д.) и озеро имени Шарля Нунжессера (51,49° с. ш., 93,52° з. д.).